# Agrupación Deportiva Sabiñánigo
La Agrupación Deportiva Sabiñanigo es un club de fútbol español, de la villa altoaragonesa de Sabiñánigo, en Aragón. Fue fundada en 1956 y compite actualmente en la Regional Preferente de Aragón (Grupo I).

## Historia
El club de Sabiñánigo, fundado en 1956, es uno de los veteranos de la Tercera División de España habiendo disputado más de cuarenta temporadas en la categoría. Se ha proclamado durante su trayectoria tres veces subcampeón de la Tercera División, entre los años 1980 y 1990, época donde se pudo ver la mejor versión de la Agrupación Deportiva.
Debutaría en la Copa del Rey el 20 de septiembre de 1978 en el partido correspondiente a la primera ronda de la 75.ª edición de la competición contra nada menos que el Real Zaragoza, al que el club altoaragonés puso contra las cuerdas y resistiría el empate inicial en el partido de ida para alegría de los serrableses. Sin embargo, en la vuelta el Sabiñánigo encajaría un 6-0 en el zaragozano Estadio de La Romareda, que le apearía de la competición. Posteriormente participaría en ocho ediciones más del torneo nacional de copa.

## Estadio
La Agrupación Deportiva Sabiñánigo juega en el campo municipal de fútbol, renombrado en honor a D. Joaquín Ascaso, presidente del club en su época de esplendor durante los ochenta y noventa, y personaje muy apreciado en la localidad.
Para el año 2005 fue remodelado su terreno de juego para adaptarlo al contemporáneo césped artificial, y en la actualidad posee una capacidad para 468 espectadores.

## Uniforme
- Uniforme titular: Camiseta rojiblanca, pantalón azul marino y medias rojas.
- Uniforme alternativo: Camiseta, pantalón y medias en negro.
- Marca deportiva: Bemiser (titular) y Joma (alternativo).

## Entrenadores
Cronología de los entrenadores
| - 1977-1978: José Mari Villanova. - 1978-1980: José Manuel Gil. - 1983-1988: Serafín Ortega. - 1991-1992: César Ascaso. - 2008-2009: Miki Álvarez. |  | - 2009-2016: Jorge Culebras. - 2017-2018: Quique García. - 2018-2018: Miki Álvarez. - 2018-2019: Óscar Tiberio. - 2019-2021: David Lerga. |  | - 2021-2023: Roberto Fandos. - 2023-Presente: Marcos Piedrafita. |

## Datos del club
- Temporadas en Tercera División / Tercera Federación: 43.
- Mejor puesto en la liga: 2.º (temporadas 1982-83, 1987-88 y 1989-90).
- Peor puesto en la liga: 18.º (temporadas 1994-95 y 2018-19).
- Participaciones en la Copa del Rey: 9.
- Mejor puesto en Copa del Rey: 3.ª ronda (en la 1991-92).

## Palmarés

### Campeonatos nacionales
- Subcampeón de la Tercera División de España (3): 1982-83 (Grupo IV), 1987-88 (Grupo XVI), 1989-90 (Grupo XVI).

### Campeonatos regionales
- Regional Preferente de Aragón (1): 2000-01 (Grupo II).
- Primera Regional de Aragón (1): 1956-57.
- Subcampeón de la Regional Preferente de Aragón (3): 1969-70, 1997-98 (Grupo I), 2019-20 (Grupo I).